# Cœur de dragon
Série
Cœur de dragon : Un nouveau départ
(2000)
Pour plus de détails, voir Fiche technique et Distribution.
Cœur de dragon ou Draco : La Légende du dernier dragon au Québec (Dragonheart) est un film américain réalisé par Rob Cohen sorti en 1996.

## Synopsis
Angleterre, 984. Lors d'une révolte paysanne, Freyn, monarque tyrannique qui règne sur ses terres, est tué, et son fils Einon gravement blessé par une paysanne appelée Kara alors qu'il était sous la responsabilité de Sir Bowen, son tuteur, un chevalier adepte de l'Ancien Code établi par le roi Arthur. Mourant, Einon est transporté d'urgence auprès de Draco, un noble dragon qui le prend en pitié et lui sauve la vie en partageant son cœur avec lui…
Quelques années plus tard, Einon a grandi, et a pris la place de son père, mais uniquement pour se révéler encore plus cruel que lui ; Bowen, lui, est devenu un chevalier renégat et aigri, qui a juré d'exterminer tous les dragons de la terre, qu'il rend responsables de la corruption de son jeune prince. Lors d'une chasse de dragon, Bowen rencontre un moine et poète appelé Gilbert de Glockenspur qui, étonné de ses exploits, décide de le suivre et de noter ses performances… Jusqu'à ce que le destin le mette en face du dernier des dragons, qui n'est autre que Draco… S'ensuit un combat terrible, au cours duquel Bowen doit s'avouer vaincu, avant de se rendre compte que le dragon n'est en rien responsable de la tyrannie d'Einon. Surgit une collaboration de circonstance pour tuer Einon, collaboration qui se transforme peu à peu en une amitié que tout, à l'origine, interdisait et Bowen doit faire semblant de tuer Draco à chaque village où il entre… Il réunit toute une armée de paysans pour mettre en place une nouvelle révolte qui mettra fin au règne d'Einon. Kara, Gilbert de Glockenspur et Draco font partie de l'armée… Mais, Einon et Draco partageant le même cœur, Bowen se rend compte que Draco doit mourir pour qu'Einon meure lui aussi… Après les convaincantes paroles de Draco, il finit par le tuer… et en même temps finissent l'ère des dragons et le temps d'Einon.

## Fiche technique
Sauf indication contraire, les informations mentionnées dans cette section peuvent être confirmées par la base de données cinématographiques IMDb,  présente dans la section « Liens externes ».
- Titre original : Dragonheart
- Titre français : Cœur de dragon
- Titre québécois : Draco : La Légende du dernier dragon
- Réalisation : Rob Cohen
- Scénario : Charles Edward Pogue, d'après une histoire de Patrick Read Johnson et Charles Edward Pogue
- Musique : Randy Edelman
- Direction artistique : Ján Svoboda et Maria Teresa Barbasso (Directrice artistique superviseur)
- Décors : Benjamín Fernández et Giorgio Desideri
- Costumes : Anna B. Sheppard et Thomas Casterline
- Photographie : David Eggby
- Son : Bill Varney, Michael C. Casper, Daniel J. Leahy
- Montage : Peter Amundson
- Production : Raffaella De Laurentiis

Production associée : Kelly Breidenbach et Herbert W. Gains
Production déléguée : Patrick Read Johnson et David Rotman
Coproduction : Hester Hargett
- Société de production[1] : Universal Pictures
- Sociétés de distribution[1] : Universal Pictures (États-Unis), United International Pictures (UIP) (France)
- Budget : 57 millions de dollars[2]
- Pays d'origine :  États-Unis
- Langue originale : anglais
- Format[3] : couleur (DeLuxe) - 35 mm (Panavision et VistaVision) - 2,39:1 (Cinémascope) - son DTS-Stéréo | DTS | Dolby SR
- Genre : Action, aventure et fantasy
- Durée : 103 minutes
- Dates de sortie[4] :
  - États-Unis : 31 mai 1996 (sortie nationalle), 8 avril 2003 (Arclight Cinema Story to Glory Screening)
  - Suisse : 18 octobre 1996
  - France : 30 octobre 1996
  - Suède : 12 septembre 1996 (Festival international du film fantastique de Lund)
  - Grèce : novembre 1996 (Festival international du film de Thessalonique)
- Classification[5] :
  - France : Tous publics (visa d'exploitation no 90339 délivré le 23 septembre 1996)[6].
  - États-Unis : PG-13 - Parents Strongly Cautioned (Certaines scènes peuvent heurter les enfants de moins de 13 ans - Accord parental recommandé, film déconseillé aux moins de 13 ans).

## Distribution
- Dennis Quaid (VF : Antoine Tomé)[7] : Bowen
- David Thewlis (VF : Éric Herson-Macarel) : le roi Einon
- Julie Christie (VF : Annie Bertin) : la reine Aislinn
- Pete Postlethwaite (VF : Gérard Rinaldi) : Gilbert de Glockenspur
- Dina Meyer (VF : Nathalie Juvet) : Kara
- Jason Isaacs (VF : Guillaume Orsat) : Lord Felton
- Brian Thompson (VF : Joël Zaffarano) : Brok
- Wolf Christian (VF : Michel Fortin) : Hewe
- Lee Oakes (VF : Vincent Barazzoni) : Einon, jeune
- Terry O'Neill : Barberousse
- Eva Vejmelková : la compagne de lord Felton
- Milan Bahúl : le chef du village inondé
- Peter Hric : le roi Freyn
- Sandra Kovacicova : Kara, jeune
- Kyle Cohen : un garçon dans le champ
- John Gielgud : le roi Arthur (voix - non crédité)
- Sean Connery (VF : Philippe Noiret) : Draco (voix)

## Production
Patrick Read Johnson propose à la productrice Raffaella De Laurentiis un projet sur l'alliance entre un chevalier arthurien et un dragon. Pour écrire le scénario, Johnson fait appel à Charles Edward Pogue dont le script enthousiasme tellement Universal que le studio donne immédiatement le feu vert. Au début des années 90, Johnson est prévu comme réalisateur et fait un test du dragon en animatronique avec l'atelier de Jim Henson. Il veut confier le rôle de Bowen à Liam Neeson, mais le studio ne le voit pas comme héros de film d'action. Kenneth Branagh et Elizabeth Hurley sont envisagés pour jouer Einon et Kara, avec Sean Connery pour la voix de Draco. Peu motivé par le manque d'expérience de Johnson, Universal préfère confier le film à un autre réalisateur.
Kenneth Branagh et Richard Donner se succèdent sur le projet avant d'y renoncer. De Laurentiis, qui vient de produire Dragon, l'histoire de Bruce Lee de Rob Cohen, engage ce dernier pour réaliser Cœur de dragon. Le succès de Jurassic Park convainc Universal de faire le dragon en images de synthèse.
Le rôle principal est proposé à Robin Williams, qui le refuse. Harrison Ford, Mel Gibson ou encore Patrick Swayze sont envisagés, mais c'est finalement Dennis Quaid qui est choisi.
Le tournage a lieu à de juillet à décembre 1994. Il se déroule entièrement en Slovaquie, notamment à Bratislava (Koliba Film Studios), au château de Spiš, au château de Čachtice, sur le Tomásovský výhlad, au château de Strečno, etc.. Le scénario est beaucoup réécrit durant le tournage, et certains choix de Rob Cohen entraînent des incohérences flagrantes. Par exemple, l'ajout de cochons dans la scène où les paysans affamés pourchassent le dragon pour sa viande. Certains aspects importants de l'histoire, dont la romance naissante entre Bowen et Kara, disparaissent du montage final. Le scénariste Charles Edward Pogue est très critique envers le réalisateur, et considère le résultat comme très éloigné des intentions de départ. La novélisation, écrite par Pogue lui-même, est plus proche du scénario d'origine.

## Accueil

### Accueil critique
Aux États-Unis, le long-métrage a reçu un accueil critique mitigé :
- Sur Internet Movie Database, il obtient un score défavorable de 6,5⁄10 sur la base de 90 017 critiques[17].
- Sur l'agrégateur américain Rotten Tomatoes, le film bénéficie d'un taux d'approbation de 50 % basé sur 30 opinions (15 critiques positives et 15 négatives) et d'une note moyenne de 5,70⁄10. Le consensus critique du site Web se lit comme suit: "« Dragonheart nous donne une action médiévale, un Dennis Quaid magnifiquement chaud et Sean Connery comme un dragon parlant - et, malheureusement, une histoire qui échoue en grande partie. »"[14].

En France, les retours sont plutôt favorables :
- Sur Allociné, il obtient une moyenne de 3,2⁄5 sur la base 167 critiques de la part des spectateurs[15]
- Sur SensCritique, il obtient une moyenne de 5,8⁄10 sur la base d’environ 6 300 retours du public dont 229 coups de coeur et 644 envies[18].
- Sur Télérama, la note des spectateurs est de 2,55⁄5 pour 385 critiques[16].

### Box-office
| Pays ou région            | Box-office                      | Date d'arrêt du box-office    | Nombre de semaines |
| ------------------------- | ------------------------------- | ----------------------------- | ------------------ |
| États-Unis (1er week-end) | 15 027 150 $                    | du 31 mai 1996 au 2 juin 1996 | -                  |
| États-Unis Canada         | 51 367 375 $                    | 7 juillet 1996                | 6                  |
| États-Unis                | 11 674 000 entrées              | 7 juillet 1996                | 6                  |
| France Paris              | 578 939 entrées 129 604 entrées | -                             | -                  |
| Total hors États-Unis     | 63 900 000 $                    | -                             | -                  |
| Total mondial             | 115 267 375 $                   | -                             | -                  |

Le film a connu un succès commercial modéré, rapportant environ 115 267 375 $ au box-office mondial, dont 51 367 000 $ en Amérique du Nord, pour un budget de 57 000 000 $. En France, il a réalisé 578 939 entrées.

## Distinctions
Entre 1996 et 1997, Cœur de dragon a été sélectionné 13 fois dans diverses catégories et a remporté 3 récompenses.

### Récompenses
- Academy of Science Fiction, Fantasy and Horror Films - Saturn Awards 1997 : Saturn Award du meilleur film fantastique.
- Hollywood Film Festival 1997 : Hollywood Digital Award décerné à Scott Squires
- Online Film & Television Association 1997 : OFTA Film Award de la meilleure performance de voix-off décerné à Sean Connery pour le doublage de "Draco".

### Nominations
- Annie Awards 1996 : 
  - Meilleure réalisation individuelle en animation pour Rob Coleman,
  - Meilleure réalisation en doublage pour Sean Connery pour le doublage de "Draco".
- Sitges - Catalonian International Film Festival 1996 : meilleur film pour Rob Cohen.
- Oscars / Academy Awards 1997 : meilleurs effets visuels pour Phil Tippett, Scott Squires, James Straus et Kit West.
- Academy of Science Fiction, Fantasy and Horror Films - Saturn Awards 1997 :
  - Meilleurs costumes pour Anna B. Sheppard et Thomas Casterline,
  - Meilleure musique pour Randy Edelman,
  - Meilleurs effets visuels pour Phil Tippett, Scott Squires, James Straus et Kit West.
- Online Film & Television Association 1997 :
  - Meilleure image de science-fiction / fantastique / d'horreur pour Raffaella De Laurentiis,
  - Meilleurs effets visuels pour Phil Tippett, Scott Squires, James Straus et Kit West.
- Satellite Awards 1997 : meilleurs effets visuels pour Scott Squires.

## Suites
- Cœur de dragon : Un nouveau départ (Dragonheart: A New Beginning), réalisée par Doug Lefler est sorti directement en vidéo en 2000
- Cœur de dragon 3 : La Malédiction du sorcier (Dragonheart 3: The Sorcerer's Curse), réalisée par Colin Teague, est sorti directement en DVD et Blu-ray en 2015
- Dragonheart : La Bataille du cœur de feu (Dragonheart: Battle for the Heartfire), réalisée par Patrik Syversen, est sorti directement en DVD et Blu-ray le 13 juin 2017 aux États-Unis[21]
- DragonHeart La Vengeance (Dragonheart: Vengeance), réalisée par Ivan Silvestrini est sorti directement en DVD et Blu-ray en 2020